# Hearts in Armor
Hearts in Armor è il secondo album in studio della cantante statunitense Trisha Yearwood, pubblicato nel 1992.

## Tracce
1. Wrong Side of Memphis (Gary Harrison, Matraca Berg) – 2:46
2. Nearest Distant Shore (Harrison, Tim Mensy) – 3:23
3. You Say You Will (Beth Nielsen Chapman, Verlon Thompson) – 3:38
4. Walkaway Joe (Vince Melamed, Greg Barnhill) – 4:19
5. Woman Walk the Line (Emmylou Harris, Paul Kennerley) – 4:31
6. Oh Lonesome You (Jamie O'Hara, Kieran Kane) – 2:58
7. Down on My Knees (Chapman) – 3:52
8. For Reasons I've Forgotten (O'Hara) – 3:56
9. You Don't Have to Move That Mountain (Keith Whitley) – 3:37
10. Hearts in Armor (Jude Johnstone) – 4:23